# Boucles de l'Aulne 2024
La Boucles de l'Aulne 2024, ottantaquattesima edizione della corsa, valida come evento dell'UCI Europe Tour 2024 categoria 1.1 e come dodicesima prova della Coppa di Francia 2024, si svolse il 12 maggio 2024 su un percorso di 181,1 km, con partenza e arrivo da Châteaulin, in Francia. La vittoria fu appannaggio del francese Axel Zingle, il quale completò il percorso in 4h14'53", alla media di 42,631 km/h, precedendo il connazionale Alexandre Delettre e il danese Mads Würtz Schmidt.
Sul traguardo di Châteaulin 43 ciclisti, dei 105 partiti dalla medesima località, portarono a termine la competizione.

## Squadre e corridori partecipanti
| N.    | Cod. | Squadra                    |
| ----- | ---- | -------------------------- |
| 1-7   | DAT  | Decathlon AG2R La Mondiale |
| 11-17 | GFC  | Groupama-FDJ               |
| 21-27 | COF  | Cofidis                    |
| 31-37 | ARK  | Arkéa-B&B Hotels           |
| 41-47 | UXM  | Uno-X Mobility             |
| 51-57 | IPT  | Israel-Premier Tech        |
| 61-66 | TEN  | TotalEnergies              |
| 71-76 | LTD  | Lotto Dstny                |

| N.      | Cod. | Squadra                    |
| ------- | ---- | -------------------------- |
| 81-87   | BWB  | Bingoal WB                 |
| 91-97   | CJR  | Caja Rural-Seguros RGA     |
| 101-107 | EUS  | Euskaltel-Euskadi          |
| 111-117 | EKP  | Equipo Kern Pharma         |
| 121-127 | AUB  | St Michel-Mavic-Auber93    |
| 132-137 | UCN  | CIC U Nantes Atlantique    |
| 141-147 | NMC  | Nice Métropole Côte d'Azur |
| 151-157 | VRR  | Van Rysel-Roubaix          |

## Ordine d'arrivo (Top 10)
| Pos. | Corridore          | Squadra       | Tempo    |
| ---- | ------------------ | ------------- | -------- |
| 1    | Axel Zingle        | Cofidis       | 4h14'53" |
| 2    | Alexandre Delettre | St Michel     | s.t.     |
| 3    | M. Würtz Schmidt   | Israel        | s.t.     |
| 4    | Valentin Ferron    | TotalEnergies | s.t.     |
| 5    | Fredrik Dversnes   | Uno-X         | s.t.     |
| 6    | Markus Hoelgaard   | Uno-X         | a 3"     |
| 7    | Joel Nicolau       | Caja Rural    | a 4"     |
| 8    | Brent Van Moer     | Lotto         | a 39"    |
| 9    | Vincenzo Albanese  | Arkéa         | a 3'43"  |
| 10   | Nans Peters        | Decathlon     | a 3'47"  |